# Drostenhof (Neheim)
Der Drostenhof in Neheim (Stadt Arnsberg) ist ein Baudenkmal, das im Kern auf einen mittelalterlichen Burgmannshof zurückgeht und in seiner heutigen Gestalt im Wesentlichen aus dem 17. Jahrhundert stammt. 

## Geschichte

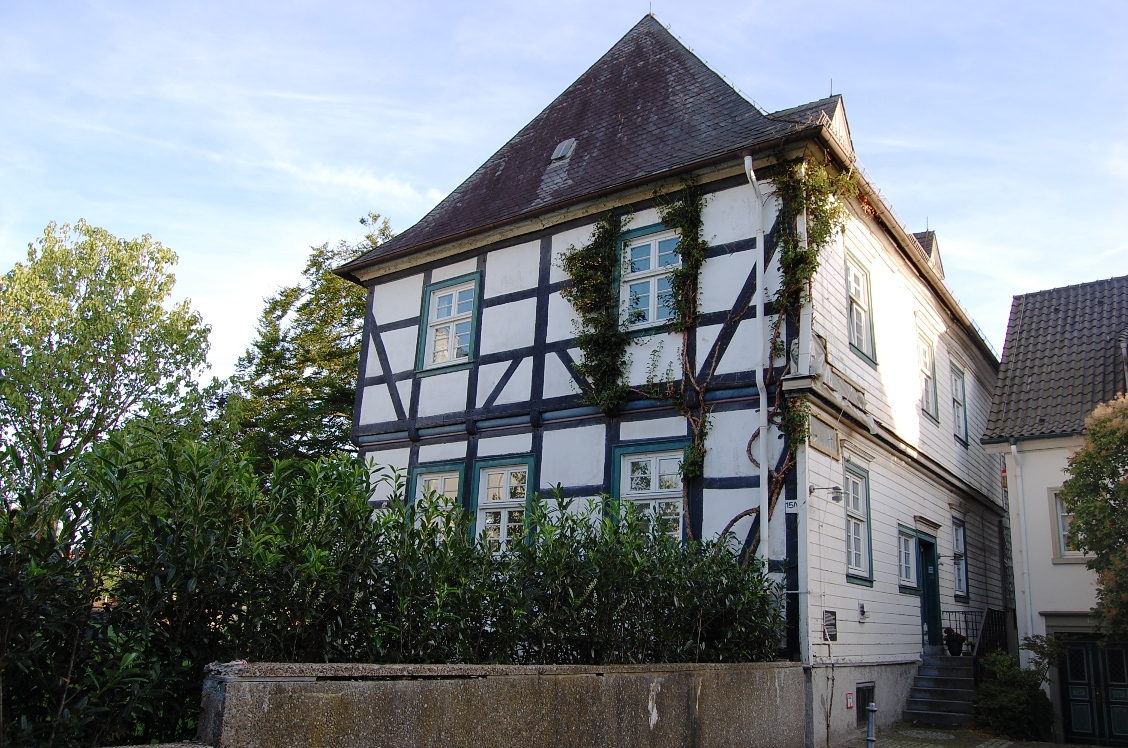
Drostenhof

Der Ursprungsbau aus der Zeit um die Mitte des 13. Jahrhunderts war Teil der Landesburg Neheim der Grafschaft Arnsberg. In seiner derzeitigen Form stammt es aus dem 17. Jahrhundert. Wahrscheinlich wurde es nach dem Dreißigjährigen Krieg erbaut und ersetzte das wohl nach Oktober 1633 bei der Zerstörung großer Teile der Neheimer Burg beschädigte Vorgängergebäude. Das Gebäude liegt in der Nähe der ehemaligen südlichen Stadtmauer. Das zweigeschossige Fachwerkgebäude steht auf einem verputzten Bruchsteinsockel. Im Süden und Westen ist die Fassade mit einer Bretterverquaderung versehen. Das Walmdach ist schiefergedeckt. 
Das Haus diente im Spätmittelalter und in der frühen Neuzeit als Sitz des Neheimer Amtsdrosten als Vertreter des Landesherren den Kurfürsten von Köln in ihrer Funktion als Herzöge von Westfalen. Das Drostenamt war häufig in der Hand verschiedener Linien des Hauses Fürstenberg. Angehörige des Geschlechts hatten schon als Burgmänner zunächst in gräflichen dann kölnischen Diensten gestanden. Gotthard von Fürstenberg war der erste Vertreter der Linie Fürstenberg zu (Neu)Neheim, der das Drostenamt mit Sitz im Drostenhof seit 1445 ausübte. Er erwarb Burg und Stadt Neheim als Pfandbesitz von Erzbischof Dietrich II. von Moers für 3000 rheinische Gulden. Im Drostenhof wurde Johann Wilhelm von Fürstenberg, der spätere Landmeister des Deutschen Ordens in Livland, geboren. Die Kurfürsten lösten 1570 das Pfand ab und die Stadt Neheim erwarb das Gebäude. Die Neheimer Linie der Fürstenbergs starb in der ersten Hälfte des 17, Jahrhunderts aus. 
Das Gebäude überstand als eines der Wenigen den großen Stadtbrand von 1807. Zu dieser Zeit befand es sich im Besitz des Bürgermeisters Otterstedde. Später war es im Besitz der Industriellenfamilie Cosack. Zwischen den 1930 bis 1950er Jahren war dort die städtische Volksbücherei untergebracht. Seit 1969 nutzte der Verband der Litauendeutschen das Gebäude als Dokumentations- und Kulturzentrum. Die Einrichtung wurde 2002 aufgelöst. Heute dient es Wohnzwecken. 
Das Gebäude ist denkmalgeschützt und in der Denkmalliste der Stadt Arnsberg eingetragen.